# Nicolás de Fer
Nicolás de Fer (1646 – 25 de octubre de 1720) fue un cartógrafo y geógrafo francés. También conocido como grabador y editor, sus trabajos se centraron más en la cantidad que en la calidad, incurriendo a menudo en errores geográficos, y siendo sus mapas más artísticos que precisos.

## Primeros años
De Fer fue el más joven de los tres hijos del cartógrafo Antoine de Fer. Con 12 años, comenzó como aprendiz  del grabador parisiense Louis Spirinx, e hizo su primer mapa, del Canal del Mediodía, con la edad de 23. Después de la muerte de su padre en junio de 1673, su madre Genoveva tomó inicialmente la gestión de la empresa de mapas, que había empezado a declinar. Debido a su edad, transfirió el taller (llamado Quai de L'Horloge) a su hijo Nicolás en 1687.

## Carrera

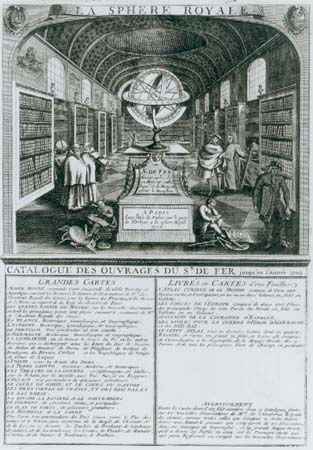
La Esfera Real

De Fer tuvo tanto éxito con la empresa que, en 1690, se convirtió en el geógrafo oficial de Luis, Delfín de Francia. Con el apoyo de las familias reales de España y Francia, de Fer también fue el geógrafo oficial de Felipe V y de Luis XIV, los reyes de España y Francia, respectivamente. Debido a ello, sus mapas eran propaganda Borbona, apoyando al Rey francés Luis XIV.
Su empresa prosperó, produciendo planos de ciudades, atlas, mapas de pared, y más de 600 mapas en láminas. Realizó mapas de lugares de Europa y de América del Norte, incluyendo Nueva España, plazas fuertes construidas por Vauban, los Países Bajos, y la guerra de sucesión española.
En 1698, de Fer publicó un mapa de América del Norte, en el que incluyó una representación de castores construyendo diques cercanos a las Cataratas del Niágara. Diecisiete años más tarde, Herman Moll publicó un mapa que plagió elementos del trabajo de Fer, particularmente la escena del castor. Llegaría a ser conocido como el "mapa del Castor".
Se convirtió en el oficial geográico del papa en 1720. Dos de sus yernos, Guillaume Danet y Jaques-François Bénard, continuaron con la compañía después de la muerte de Fer el 25 de octubre de aquel año. El taller permaneció activo hasta alrededor de 1760.

## Trabajos importantes
- Les Côtes de France (1690)

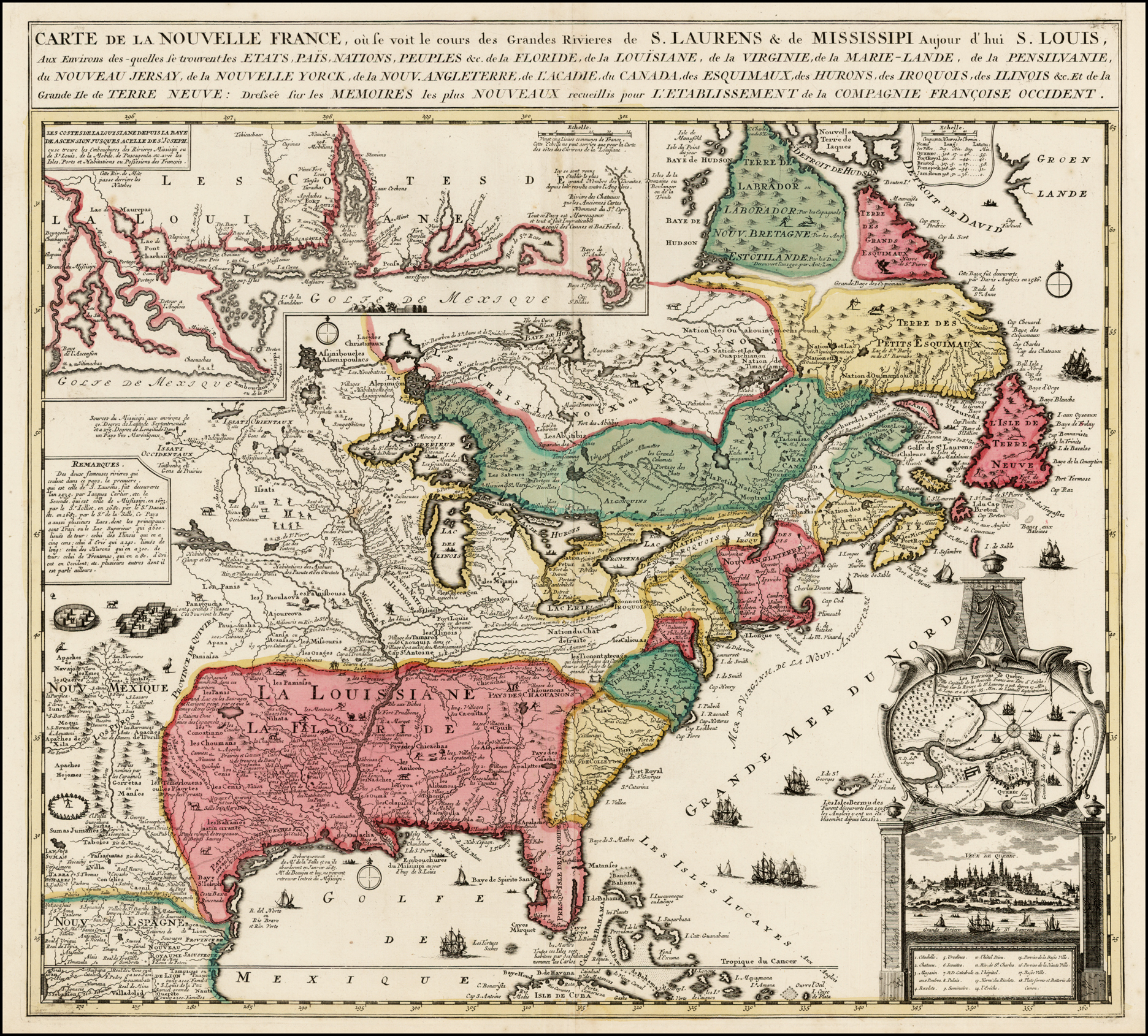
Carte De La Nouvelle France, 1719

- La France triomphante sous le règne de Louis le Grand (1693)
- Atlas Royal (first ed. 1695)
- Petit et Nouveau Atlas (1697)
- Atlas curieux (1700)
- Atlas ou recueil de cartes géographiques dressées sur les nouvelles observations (1709)
- La Sphère Royale (1717)